# Petra Boesler
Petra Boesler (* 19. September 1955 in Berlin, nach Heirat Petra Wach) ist eine ehemalige  Ruderin aus der Deutschen Demokratischen Republik. 1976 war sie im Doppelzweier Olympiazweite.
Die Ruderin vom SC Berlin-Grünau gewann 1975 zusammen mit Sabine Jahn die DDR-Meisterschaft im Doppelzweier. Bei der Weltmeisterschaft in Nottingham belegte das Boot den zweiten Platz hinter dem sowjetischen Zweier. Dritte wurden die Bulgarinnen Swetla Ozetowa und Sdrawka Jordanowa, die ein Jahr später bei den Olympischen Spielen 1976 die Goldmedaille vor Jahn und Boesler gewannen. 1977 stiegen Jahn, nunmehr als Sabine Gust, und Boesler in den Doppelvierer. Zusammen mit Viola Kowalschek, Gisela Medefindt und Steuerfrau Elke Rost gewann das Boot die DDR-Meisterschaft. Vor der Weltmeisterschaft in Amsterdam verließ Medefindt das Boot und wurde durch Sybille Tietze ersetzt; Gust, Boesler, Kowalschek, Tietze und Rost gewannen den Weltmeistertitel. 1978 gewannen Petra Boesler und Gisela Medefindt die DDR-Meisterschaft im Doppelzweier. 1976 wurde Petra Boesler mit dem Vaterländischen Verdienstorden in Bronze ausgezeichnet.
1980 beendete Petra Boesler ihre sportliche Karriere. Nach ihrer Heirat mit dem Volleyball-Nationalspieler Hartmut Wach siedelte sie von Berlin nach Schwerin über. Dort ist sie als Physiotherapeutin tätig und rudert in den Masters-Klassen für die Schweriner RG.
Petras Tante Renate Boesler gewann in den 1960er Jahren vier Europameistertitel im Rudern und war mit dem Olympiasieger Wolfgang Gunkel verheiratet, Petras Schwester Martina Boesler wurde 1980 Ruder-Olympiasiegerin.